# Port lotniczy Kieś
Port lotniczy Kieś – port lotniczy zlokalizowany w mieście Kieś, na Łotwie. Obsługuje połączenia krajowe.